# Fox Islands
De Fox Islands (Russisch: Лисьи острова) zijn een eilandengroep binnen de Aleoeten behorende tot de Amerikaanse staat Alaska. De Fox Islands liggen binnen de Aleoeten het dichtst bij het vaste land van Noord-Amerika.

## Geografie
Het totale landoppervlak bedraagt 545,596 km². De grotere Fox Islands zijn van west naar oost: Umnak, Unalaska, Amaknak, Akutan, Akun, Unimak en Sanak. Administratief vallen de Fox Islands ten westen van Akutan onder de borough Aleutians West Census Area, Akutan en de eilanden naar het oosten vallen onder de borough Aleutians East Borough.

## Geschiedenis
De Fox Islands worden al eeuwen bewoond door de Aleoeten. De Europeanen bezochten de eilanden voor het eerst in 1741 toen de Russische Keizerlijke Marine en de Deense ontdekkingsreiziger Vitus Bering aan het zoeken waren naar nieuwe bronnen voor bont voor Russische pelsjagers. De naam Fox Islands is de Engelse vertaling die aan de eilanden werd gegeven in 18e eeuw door deze ontdekkers en pelsjagers.